# ويكيبيديا الكنادية

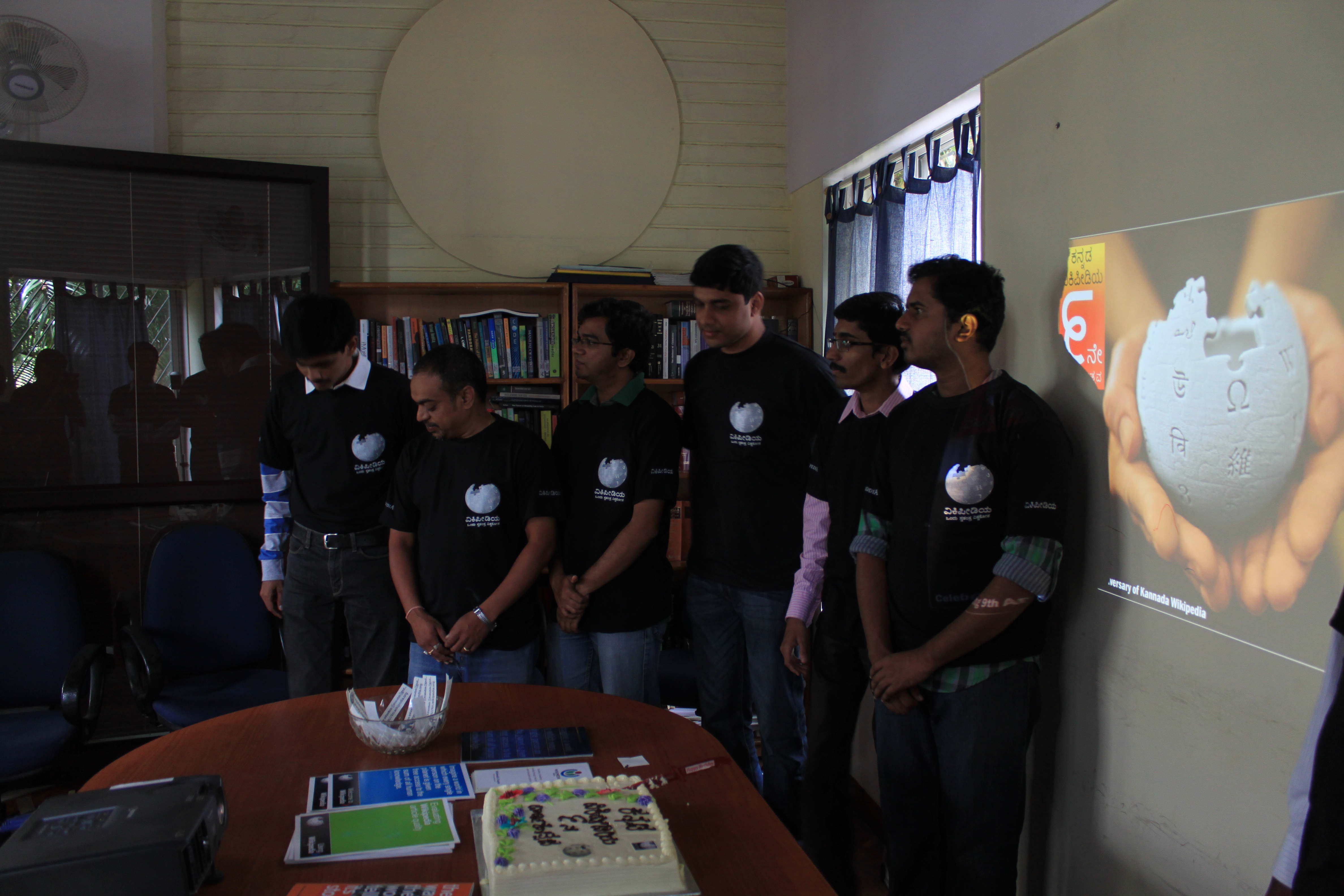
الذكرى التاسعة لـويكيبيديا الكناديةفي رابطة الدول المستقلة، بنغالور

ويكيبيديا الكنادية (الكنادية:ಕನ್ನಡ ವಿಶ್ವಕೋಶ) هي النسخة الكنادية من موسوعة ويكيبيديا. أنشئت في يونيو 2003، وهي نشطة بشكل معتدل، وهي الويكيبيديا الثاني عشر الأكثر شهرة في شبه القارة الهندية.
عقد مجتمع ويكيبيديا الكنادية اجتماعًا في بنغالور في 2 أبريل 2006، والذي حصل على تغطية صحفية عالية إلى حد ما.

## الإحصائيات
| عدد المستخدمين المسجلين | عدد المستخدمين النشيطين | عدد المقالات | صفحات المحتوى | عدد التعديلات | عدد الملفات المرفوعة | عدد الإداريين |
| ----------------------- | ----------------------- | ------------ | ------------- | ------------- | -------------------- | ------------- |
| 91٬726                  | 102                     | 33٬790       | 155٬507       | 1٬299٬763     | 2٬351                | 4             |

## التقدم
- نوفمبر 2004 - أنشئت المقالة رقم 100.
- مارس 2006 - أنشئت المقالة رقم 1000.
- ديسمبر 2010 - أنشئت المقالة رقم 10000.[7]
- مارس 2016 - أنشئت المقالة رقم 20000.[8]